# هانتارو ناغاوكا
هانتارو ناغاوكا (19 أغسطس 1865 - 11 ديسمبر 1950) هو فيزيائي ياباني ورائد الفيزياء اليابانية في فترة مييجي.
ولد ناغاوكا في مدينة ناغاساكي ودرس في جامعة طوكيو ثم تخرج بدرجة في الفيزياء عام 1887، سافر ناغاوكا إلى أوروبا ليكمل تعليمه في جامعة برلين في ميونخ وفيينا حيث درس على يد علماء مثل جيمس كليرك ماكسويل ولودفيغ بولتزمان، عاد ناغاوكا إلى اليابان في عام 1901 ودرّس في جامعة طوكيو كبروفيسور في الفيزياء، وعقب تقاعده من التدريس عين رئيس للعلماء في ريكن وكان أيضًا أول رئيس لجامعة أوساكا من عام 1931 حتى 1934.

## نموذج زحل للذرة
بحلول عام 1900، بدأ الفيزيائيون في النظر في نماذج جديدة لبنية الذرة. إن الاكتشاف الأخير الذي قام به جوزيف جون طومسون للإلكترون سالب الشحنة يعني أن الذرة المحايدة يجب أن تحتوي أيضًا على شحنة موجبة معاكسة. في عام 1904، اقترح طومسون أن الذرة عبارة عن كرة من كهربة إيجابية موحدة، مع إلكترونات متناثرة من خلالها مثل البرقوق في البودنغ، مما أدى إلى ظهور مصطلح نموذج بودنغ البرقوق.
رفض ناغاوكا نموذج طومسون على أساس أن الشحنات المتضادة غير قابلة للاختراق. في عام 1904، اقترح ناغاوكا نموذجًا كوكبيًا بديلًا للذرة، حيث يكون المركز موجب الشحنة محاطًا بعدد من الإلكترونات الدوارة، على طريقة كوكب زحل وحلقاته.
قدم نموذج ناغاوكا تنبؤين:
مركز ذري ضخم جدًا (قياسًا على كوكب ضخم جدًا)
الإلكترونات التي تدور حول النواة، مقيدة بقوى الجاذبية (قياسًا على الحلقات التي تدور حول زحل، مقيدة بقوى الجاذبية).
تم تأكيد كلا التنبؤين بنجاح من قبل إرنست رذرفورد، الذي ذكر نموذج ناجاوكا في ورقته البحثية عام 1911 التي تم فيها اقتراح النواة الذرية. ومع ذلك، كانت التفاصيل الأخرى للنموذج غير صحيحة. على وجه الخصوص، ستكون الحلقات المشحونة كهربائيًا غير مستقرة بسبب الاضطراب المثير للريبة. تخلى ناغاوكا نفسه عن نموذجه المقترح في عام 1908.
قدم رذرفورد ونيلز بور نموذج بور الأكثر قابلية للتطبيق في عام 1913.

## روابط خارجية
- هانتارو ناغاوكا على موقع الموسوعة البريطانية (الإنجليزية)